# Edward Oliver LeBlanc
Edward Oliver LeBlanc (ur. 3 października 1923 w Vieille Case, zm. 29 października 2004 tamże) – polityk Dominiki, były szef rządu.
Od 1957 działacz Partii Pracy Dominiki, w 1961 wybrany na deputowanego Zgromadzenia Narodowego i lidera partii. Od 1960 był członkiem rządu Federacji Indii Wschodnich z siedzibą w Trynidadzie, w latach 1961–1967 kierował rządem (jako pierwszy minister) Dominiki, państwa karaibskiego znajdującego się pod protektoratem brytyjskim. Od 1967 był pierwszym premierem Dominiki (do 1974). Zaliczany do współtwórców współczesnego państwa, które w 1978 uzyskało pełną niepodległość; uważany przede wszystkim za rzecznika spraw zwyczajnej ludności. Był jedynym politykiem, który startował w wyborach w trzech różnych stadiach państwowości Dominiki, wygrywając wszystkie podejścia wyborcze.
W 1974 niespodziewanie wycofał się z życia politycznego; jego następcą na stanowisku szefa rządu Dominiki był Patrick John. Nie uczestniczył w życiu publicznym i do końca życia odmawiał udzielania wywiadów, nie wyjaśniając powodów wczesnej emerytury politycznej.